# 貝爾方廷 (印第安納州)
貝爾方廷（英語：Bellfountain）是位於美國印地安納州傑伊縣的一個非建制地區。該地的面積和人口皆未知。